# Tambakboyo (Ambarawa)
Tambakboyo is een bestuurslaag in het regentschap Semarang van de provincie Midden-Java, Indonesië. Tambakboyo telt 5330 inwoners (volkstelling 2010).